# USS Cowell (DD-167)
USS Cowell (DD–167) là một tàu khu trục thuộc lớp Wickes của Hải quân Hoa Kỳ trong giai đoạn Chiến tranh Thế giới thứ nhất; trong Chiến tranh Thế giới thứ hai được chuyển cho Hải quân Hoàng gia Anh năm 1940 và đổi tên thành HMS Brighton (I08); rồi lại được chuyển cho Hải quân Liên Xô năm 1944 và đổi tên thành Zharkiy (Жаркий) trước khi được hoàn trả cho Anh Quốc để tháo dỡ vào năm 1949. Nó là chiếc tàu chiến thứ hai của Hải quân Hoa Kỳ được đặt tên theo Trung úy Hải quân John G. Cowell (1785–1814), người tử thương trong cuộc Chiến tranh 1812.

## Thiết kế và chế tạo
Cowell được đặt lườn vào ngày 15 tháng 7 năm 1918 tại xưởng tàu của hãng Fore River Shipbuilding Company ở Quincy, Massachusetts. Nó được hạ thủy vào ngày 23 tháng 11 năm 1918, được đỡ đầu bởi cô E. P. Garney, và được đưa ra hoạt động vào ngày 17 tháng 3 năm 1919 dưới quyền chỉ huy của Hạm trưởng, Thiếu tá Hải quân C. E. Van Hook.

## Lịch sử hoạt động

### USSCowell
Cowell rời Boston, Massachusetts vào ngày 3 tháng 5 năm 1919 để đi vịnh Trepassey, Newfoundland, nhằm phục vụ như cột mốc dẫn đường cho chuyến bay lịch sử vượt Đại Tây Dương lần đầu tiên của các thủy phi cơ Navy Curtis từ Long Island đến Plymouth, Anh Quốc. Sau khi hoàn tất nhiệm vụ, nó quay trở về Boston vào ngày 22 tháng 5 để chuẩn bị phục vụ tại Châu Âu, và đến ngày 30 tháng 6 đã khởi hành từ New York để gia nhập lực lượng hải quân Hoa Kỳ tại biển Adriatic. Tại đây nó phục vụ như tàu liên lạc cho Ủy ban Hòa bình Đồng Minh, và như một tàu trạm tại các cảng Rijeka, Split và Trogir của Croatia (lúc đó còn thuộc Vương quốc Serb, Croat và Slovene), cho đến khi lên đường quay trở về nhà vào ngày 23 tháng 10.
Được đưa về lực lượng dự bị tại Boston và Charleston từ ngày 1 tháng 12 năm 1919, Cowell khởi hành cho một lượt huấn luyện cùng lực lượng dự bị ngoài khơi Newport, Rhode Island từ tháng 4, đến tháng 10 năm 1921, rồi quay trở về Charleston. Vào ngày 27 tháng 6 năm 1922, nó được cho xuất biên chế tại Xưởng hải quân Philadelphia, nơi nó bị bỏ kh5ng cho đến khi được cho nhập biên chế trở lại vào ngày 17 tháng 6 năm 1940. Làm nhiệm vụ tuần tra tại Đại Tây Dương, nó hoạt động dọc theo bờ Đông Hoa Kỳ cho đến ngày 18 tháng 9 năm 1940, khi nó đi đến Halifax, Nova Scotia, nơi nó được cho xuất biên chế vào ngày 23 tháng 9 năm 1940 và được chuyển cho Anh Quốc cùng ngày hôm đó theo những điều khoản của Thỏa thuận đổi tàu khu trục lấy căn cứ.

### HMSBrighton
Nhập biên chế cùng Hải quân Hoàng gia Anh như là chiếc HMS Brighton, chiếc tàu khu trục hoạt động cùng các tàu rải mìn tại eo biển Đan Mạch và ngoài khơi quần đảo Faroe. Vào ngày 27 tháng 2 năm 1941, nó cứu vớt 19 người sống sót từ chiếc SS Baltisan bị đắm do trúng ngư lôi. Brighton được cải biến nhằm tối ưu cho nhiệm vụ hộ tống vận tải, được tháo dỡ ba trong số các khẩu pháo 4 in (100 mm)/50 caliber và một dàn phóng ngư lôi ba nòng để giảm bớt trọng lượng bên trên, lấy chỗ chở thêm mìn sâu và trang bị một dàn pháo cối chống tàu ngầm Hedgehog. Sau khi hoàn tất việc tái trang bị, nó phục vụ trong những năm 1943 và 1944 như một tàu mục tiêu để huấn luyện các đội bay hải quân tại Khu vực Tiếp cận phía Tây và tại Rosyth, Scotland.

### Zharkiy

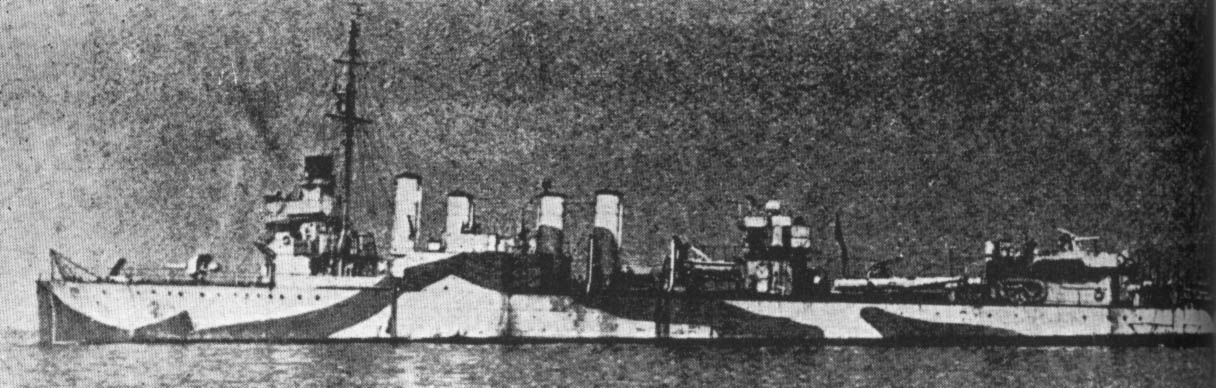
Tàu khu trục Xô viết Zharkiy.

Vào ngày 16 tháng 7 năm 1944, chiếc tàu khu trục được chuyển cho Nga, nơi nó phục vụ cho Hải quân Liên Xô dưới cái tên Zharkiy (tiếng Nga: Жаркий) cho đến khi được Nga hoàn trả cho Anh tại Rosyth vào ngày 28 tháng 2 năm 1949. Nó bị bán để tháo dỡ vào ngày 5 tháng 4 năm 1949.